# Friedrich von Lobenhoffer

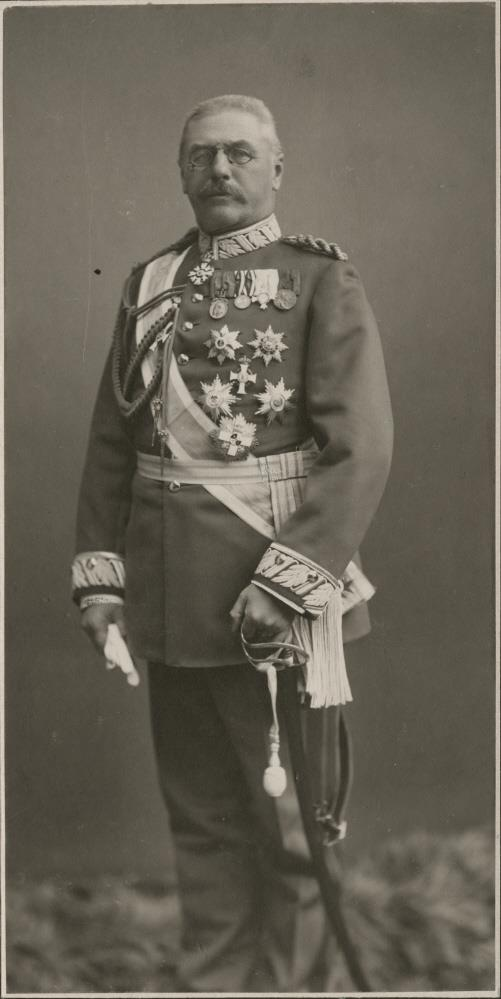
Friedrich von Lobenhoffer

Friedrich Joseph Wilhelm Lobenhoffer, seit 1908 Ritter von Lobenhoffer (* 7. Februar 1850 in Erding; † 18. Dezember 1918 in München) war ein bayerischer General der Artillerie.

## Leben

### Herkunft
Friedrich war der Sohn eines Landrichters. Sein älterer Bruder war der bayerische Generalleutnant Karl von Lobenhoffer (1843–1901).

### Militärkarriere
Nach dem Besuch des Kadettenkorps trat Lobenhoffer am 9. August 1868 als Offizieraspirant in das 3. Feldartillerie-Regiment „Königin Mutter“ der Bayerischen Armee ein. Er avancierte Mitte Mai 1869 zum Unterleutnant, stieg im Februar 1873 zum Regimentsadjutanten auf und wurde am 2. April 1874 als Premierleutnant in das 1. Fußartillerie-Regiment „von Bothmer“ versetzt. 1878/81 absolvierte Lobenhoffer die Kriegsakademie, die ihm die Qualifikation für den Generalstab, die Höhere Adjutantur und das Lehrfach aussprach. Zum 1. April 1881 erfolgte die Rückversetzung in sein Stammregiment und ab Anfang Dezember 1882 war er für zwei Jahre zum Generalstab der Armee kommandiert. Lodenhoffer trat am 11. April 1885 als Hauptmann und Batteriechef in den Truppendienst zurück und wurde am 10. März 1887 unter Stellung à la suite Referent bei der Inspektion der Artillerie und des Trains. Nach einer Verwendung bei der Inspektion der Fußartillerie wurde er am 1. Oktober 1910 unter Beförderung zum Major als Referent in das Kriegsministerium kommandiert und Ende März 1892 hierher versetzt. Lobenhoffer stieg Anfang November 1896 zum Oberstleutnant auf, wurde kurz darauf Abteilungskommandeur im 1. Feldartillerie-Regiment „Prinzregent Luitpold“ und rückte Mitte August 1897 zum etatsmäßigen Stabsoffizier auf. Am 20. April 1898 erfolgte seine Ernennung zum Kommandeur des 2. Feldartillerie-Regiments „Horn“ und Ende Oktober 1898 die Beförderung zum Oberst. Als solcher war er ab dem 1. Oktober 1900 Kommandeur der 3. Feldartillerie-Brigade, die ein Jahr später im Zuge der Organisationsveränderung zur 6. Feldartillerie-Brigade umbenannt wurde. Lobenhoffer avancierte in dieser Stellung am 8. Juni 1902 zum Generalmajor und wurde am 9. April 1905 mit der Beförderung zum Generalleutnant Kommandeur der 3. Division in Landau in der Pfalz.
In dieser Eigenschaft verlieh ihm Prinzregent Luitpold am 11. März 1908 das Großkomtur des Verdienstordens der Bayerischen Krone. Mit der Verleihung war die Erhebung in den persönlichen Adelsstand verbunden und er durfte sich nach der Eintragung in die Adelsmatrikel „Ritter von Lobenhoffer“ nennen. Unter Verleihung des Charakters als General der Artillerie wurde Lobenhoffer am 20. Dezember 1909 mit der gesetzlichen Pension zur Disposition gestellt.
Während des Ersten Weltkriegs war Lobenhoffer als z.D.-Offizier vom 21. Dezember 1915 bis zum 10. August 1918 stellvertretender Feldzeugmeister in München.

### Familie
Lobenhoffer hatte sich am 11. Mai 1875 in München mit Karina Baur von Breitenfeld (* 1851) verheiratet. Aus der Ehe gingen drei Kinder hervor, darunter der Major und kaufmännische Direktor Wilhelm Lobenhoffer (1876–1931).